# Rudolph Dirks
Rudolph Dirks (Heide, 26 febbraio 1877 – New York, 20 aprile 1968) è stato un fumettista statunitense.
Nel 1897 creò negli USA i personaggi noti in Italia come Bibì e Bibò, imitazione dei Max e Moritz di Wilhelm Busch. In Italia i fumetti di Dirks, disegnati da Harold Knerr, apparvero per la prima volta nel 1912 sul Corriere dei Piccoli.